# 畑賀村
畑賀村（はたかむら）は、広島県安芸郡にあった村。現在の広島市安芸区の一部にあたる。

## 地理
- 河川：畑賀川[1]

## 歴史
- 1889年（明治22年）4月1日、町村制の施行により、安芸郡畑賀村が単独で村制施行し、畑賀村が発足[1][2]。
- 1926年、大正15年9月広島豪雨災害で大きな被害を受けた[1]。
- 1933年（昭和8年）結核療養所広島市立畑賀病院（現広島市医師会運営・安芸市民病院）設立[1]。
- 1956年（昭和31年）9月30日、安芸郡中野村、瀬野村と合併し、瀬野川町を新設して廃止された[1][2]。

## 産業
- 農業、養蚕[1]。